# Automatische treinbesturing
Automatische treinbesturing (Engels: ATO, Automatic Train Operation) is het automatisch besturen van een railvoertuig. De mate van automatisering loopt uiteen van treinbeïnvloeding, waarbij het handelen van de machinist in meer of mindere mate bewaakt wordt, tot het volledig automatisch rijden, zonder aanwezigheid van machinist of conducteur.

## Gebruik

### Metro
Automatische treinbesturing werd het eerst toegepast bij metro's omdat metroverkeer soms heel intensief is. Metro's rijden over het algemeen over een afgeschermde baan zonder gelijkvloerse kruisingen, wat de aanleg eenvoudiger houdt.

### Trein
Automatische treinbesturing of ATO kan ook bij spoorwegen worden toegepast, zelfs zonder dat er een machinist of conducteur op de trein aanwezig is. Een trein met ATO zonder treinpersoneel reed voor het eerst op een spoorlijn voor zware goederentreinen met ijzererts in het westen van Australië, waar in december 2018 de installatie werd voltooid van een systeem voor automatische treinbesturing op het hele spoornetwerk van mijnbouwgigant Rio Tinto. ATO wordt hier gebruikt in combinatie met ERTMS niveau 2.

## Nederland
- ProRail deed op 19 december 2018 een proef met een lange goederentrein voorzien van ATO op de Betuweroute.[4][5][6]
- Ook gaat ProRail een proef doen met reizigerstreinen voorzien van ATO op het traject Groningen - Zuidhorn.[7]
- De Amsterdamse metro rijdt op de in juli 2018 geopende Noord/Zuidlijn met metromaterieel M5. Deze metrotreinen worden automatisch bestuurd met automatiseringsgraad 2 (GoA 2).[8]

## Doelen
Het belangrijkste doel van automatische treinbesturing is het verhogen van de voorspelbaarheid van het rijgedrag van een (metro)trein. Dat verhoogt de betrouwbaarheid van de treindienst. Bij automatische treinbesturing kan de besturing van de trein optimaal worden aangepast aan de eigenschappen van trein en baan, zonder afhankelijk te zijn van de rijstijl van de machinist of bestuurder. Hiermee kan de capaciteit van de spoorbaan beter worden benut zodat er meer treinen per uur te kunnen rijden. 
Bovendien kan men bij hetzelfde passagiersvolume kortere treinen laten rijden met een hogere frequentie, zonder dat dit meer personeel vereist. Dat is van belang bij metrotreinen, waarbij het belangrijk is dat de wachttijd niet te lang is. 
Bij zware goederentreinen is het belangrijk onnodige remmingen te voorkomen, want in een aantal situaties moet een zware goederentrein die eenmaal remt tot stilstand afremmen en kan deze pas minuten later, soms wel tien minuten later, weer wegrijden.
Automatische treinbesturing maakt het mogelijk energiezuiniger te rijden. Met automatische treinbesturing is het beter mogelijk om de snelheid van de trein aan te passen aan de tijd die de trein volgens de dienstregeling nog nodig heeft om zijn traject af te leggen. Onnodig snel rijden en onnodig remmen wordt daarmee voorkomen.
Goedkopere, maar minder doeltreffende maatregelen om de twee bovenstaande doelen te bereiken zijn het opleiden en specialiseren van machinisten voor het rijden op vaste trajecten en/of het omgaan met specifiek treinmaterieel, en het gebruiken van adviessystemen voor machinisten.
Bij automatische treinbesturing zijn er ook er besparingen op de personeelskosten van treinmachinisten of metrobestuurders, en eventueel op conducteurs en/of treinbegeleiders. Deze besparingen worden echter niet genoemd als reden om over te gaan op automatische treinbesturing.

## Automatiseringsgraad
De Union Internationale des Tranports Publics (UITP) onderscheidt vijf niveaus van automatisering (Engels: GoA, grade of automation), namelijk GoA 0 tot en met GoA 4. De UITP is een organisatie die zich richt op metro's en lightrailsystemen met een min of meer uniform materieelpark voor personenvervoer. Sinds 2011 is er meer aandacht voor automatisering van de treinbesturing bij hoofdspoorwegen en wordt deze indeling ook daar gebruikt.
| Automatiseringsgraad | Treinbesturing                          | Deuren sluiten | Trein in beweging zetten | Trein stoppen | Treinbesturing bij verstoring |
| -------------------- | --------------------------------------- | -------------- | ------------------------ | ------------- | ----------------------------- |
| GoA 0                | Rijden zonder treinbeïnvloeding         | Machinist      | Machinist                | Machinist     | Machinist                     |
| GoA 1                | Rijden met treinbeïnvloeding            | Machinist      | Machinist                | Machinist     | Machinist                     |
| GoA 2                | Automatische besturing met machinist    | Machinist      | Automatisch              | Automatisch   | Machinist                     |
| GoA 3                | Automatische besturing zonder machinist | Conducteur     | Automatisch              | Automatisch   | Conducteur                    |
| GoA 4                | Automatische besturing zonder bemanning | Automatisch    | Automatisch              | Automatisch   | Automatisch                   |

Bij de indeling naar automatiseringsgraad worden bijna altijd Engelse termen gebruikt. De belangrijkste termen zijn:
- Grade of automation (GoA): automatiseringsgraad
- Automatic train operation (ATO): automatische treinbesturing
  - Semiautomatic train operation (STO): GoA 2; automatische treinbesturing met machinist
  - Driverless train operation (DTO): GoA 3; automatische treinbesturing zonder machinist
  - Unattended train operation (UTO): GoA 4; automatische treinbesturing zonder bemanning
- Automatic train protection (ATP): GoA 1; treinbeïnvloeding
- Driver advisory system (DAS): adviessysteem voor machinisten